# Wesnowo (Kaliningrad, Slawsk)
Wesnowo (russisch Весново, deutsch Wasserlauken, 1938 bis 1945 Wasserlacken, litauisch Vasarlaukiai) ist ein Ort in der russischen Oblast Kaliningrad. Er gehört zur kommunalen Selbstverwaltungseinheit Stadtkreis Slawsk im Rajon Slawsk.

## Geographische Lage
Wesnowo liegt 20 Kilometer nordwestlich der ehemaligen Kreisstadt Tschernjachowsk (Insterburg) und 28 Kilometer südlich der heutigen Rajonshauptstadt Slawsk (Heinrichswalde) und ist über eine Stichstraße von Krasnoje (Lindicken) aus zu erreichen. Eine Bahnanbindung besteht nicht.

## Geschichte
Das um 1660 gegründete und damals Wasserkehm genannte Dorf bestand vor 1945 aus mehreren kleinen Höfen. Im Jahre 1874 wurde es in den neu errichteten Amtsbezirk Juckeln eingegliedert, der ab 1927 „Amtsbezirk Buchhof“ hieß und bis 1945 zum Kreis Insterburg im Regierungsbezirk Gumbinnen der preußischen Provinz Ostpreußen gehörte.
Aus politisch-ideologischen Gründen der Vermeidung fremdländisch klingender Ortsnamen wurde Wasserlauken am 3. Juni – amtlich bestätigt am 16. Juli – des Jahres 1938 in „Wasserlacken“ umbenannt. Am 1. April 1939 schließlich wurde das Dorf in die Gemeinde Lindenberg eingegliedert.
Im Jahre 1945 kam der Ort in Kriegsfolge mit dem nördlichen Ostpreußen zur Sowjetunion. Er erhielt 1947 wieder eigenständig die russische Bezeichnung „Wesnowo“ und wurde gleichzeitig in den Dorfsowjet Kalinowski selski Sowet im Rajon Bolschakowo eingeordnet. Später gelangte der Ort in den Wyssokowski selski Sowet im Rajon Slawsk. Von 2008 bis 2015 gehörte Wesnowo zur Landgemeinde Bolschakowskoje selskoje posselenije und seither zum Stadtkreis Slawsk.

### Einwohnerentwicklung
| Jahr | Einwohner |
| ---- | --------- |
| 1910 | 132       |
| 1933 | 104       |
| 2002 | 32        |
| 2010 | 31        |

## Kirche
Die fast ausnahmslos evangelische Bevölkerung Wasserlaukens resp. Wasserlackens war bis 1945 in das Kirchspiel der Kirche Aulowönen (1938 bis 1946: Aulenbach, heute russisch: Kalinowka) eingepfarrt. Es gehörte zum Kirchenkreis Insterburg innerhalb der Kirchenprovinz Ostpreußen der Kirche der Altpreußischen Union. Heute liegt Wesnowo im Einzugsbereich der neu entstandenen evangelisch-lutherischen Gemeinde in Bolschakowo, einer Filialgemeinde in der Kirchenregion der Salzburger Kirche in Gussew (Gumbinnen) innerhalb der Propstei Kaliningrad der Evangelisch-lutherischen Kirche Europäisches Russland.